# Karsina
Karsina (niem. Karzin) – osada w Polsce położona w województwie zachodniopomorskim, w powiecie koszalińskim, w gminie Polanów. Miejscowość wchodzi w skład sołectwa Karsinka.
W latach 1975–1998 wieś położona była w województwie koszalińskim.